# Émile Marcesche
Émile Marcesche est un homme d'affaires, né à Lézigné (Maine-et-Loire) en mai 1868 et mort à Lorient (Morbihan), en octobre 1939. Il est connu pour avoir été l'instigateur de la première caisse d'allocations familiales.

## Biographie
Il est d'abord professeur de sciences en Anjou.
En 1898, il fonde à Lorient une entreprise d'import-export. En 1902, il achète un bateau à vapeur, L'Arvor, et vend des poteaux de mine en bois au Pays de Galles d'où il importe du charbon. En 1910, il entre à la chambre de commerce de Lorient dont il deviendra ensuite le président. C'est cette année-là qu'il achète la propriété du Mané à Lanester où il installa le confort moderne. Il se lance ensuite dans le chalutage à vapeur puis crée en 1917 la Grande Cidrerie de Lorient, qui devient ensuite une distillerie et une pectinerie. Il fonde aussi la banque populaire morbihannaise.
Il est président de la chambre de commerce de Lorient et du Morbihan de 1920 à 1938.
Ému par la condition des femmes, souvent mères de famille, qui trient le charbon pendant la Première Guerre mondiale, il convainc les patrons morbihannais de créer une caisse de compensation en janvier 1918 : c'est la première caisse d'allocations familiales de France.
En 1913, il acquiert le Château du Mané Lanester.
Émile Marcesche a six enfants qu'il élève seul à la suite du décès prématuré de son épouse. En 2013, sa lignée comptait 200 descendants.